# Parellada
Parellada – biała odmiana winorośli, wywodząca się z Aragonii, lecz uprawiana głównie w regionie Penedès w Katalonii. Uważana za najsubtelniejszy z klasycznych szczepów do produkcji wina musującego cava.

## Pochodzenie
Pod różnymi nazwami parellada była uprawiana w Aragonii przynajmniej w XIV wieku. Zachowała się wzmianka, że biały montònec Jaume'a Roiga zyskał uznanie króla Jana II.

## Charakterystyka
Parellada jest odmianą plenną. Rodzi duże kiście z jagodami średniej wielkości. Wypuszcza pąki wcześnie. Kwiaty są obupłciowe. Dojrzewa bardzo późno. 

## Wina
Parellada jest uznawana za najbardziej wyszukany spośród tradycyjnych szczepów, z których produkuje się cavę (pozostałe to macabeo i xarello). Z parellady tłoczy się także wina niemusujące. Odmiana jest delikatna i aromatyczna, w kupażach łagodzi wyrazisty charakter odmiany xarello. Przy ograniczonych zbiorach udaje się uzyskać aromat jabłek. Łatwo się psuje
Poziom alkoholu jest średni. Większość win z odmiany parellada nie zyskuje na starzeniu i powinny być konsumowane póki młode.
Nieliczni producenci oferują wino produkowane w 100% z parellady.

## Rozpowszechnienie
Niemal cały areał upraw w Hiszpanii w 2008 (8786 ha) był ograniczony do Katalonii. Poza regionem zarejestrowano niecałe 200 ha. Prócz musujących win DO Cava odmiana wchodzi w skład win z regionów Conca de Barberà, Costers del Segre, Penedès, Tarragona oraz z Majorki, choć jest tam rzadko uprawiana.
W regionie Penedès jest uprawiana, w przeciwieństwie do macabeo i xarello, przede wszystkim w najchłodniejszej jego części, Alta Penedès (kat. Alt Penedès), na kredowym podłożu. 
W 2011 parellada została autoryzowana we Francji.

## Synonimy
W użyciu poza główną nazwą są warianty nazwy montònec (moltonach, montona, montónega, montonench, montonet, montonero) oraz martorella, montañesa, perelada, perellada i verda grossa.